# Aleksander Balas
Aleksander I. Teopator Everget z vzdevkom Balas (starogrško starogrško Αλέξανδρος Βάλας, Aleksandros Balas) je bil vladar grškega Selevkidskega cesarstva, ki je vladal od leta 150/poletja 152 do avgusta 145 pr. n. št., * ni znano, Smirna, † avgust 145 pr. n. št.
V vojni za prestol je leta 150 pr. n. št. porazil Demetrija II. Nikatorja. Vladal je malo časa. Oblast je izgubil po porazu v bitki pri Antiohiji, Sirija, leta 145 pr. n. št.  Kmalu zatem je umrl. 

## Življenje

### Poreklo in odhod v Rim
Aleksander Balas je trdil, da je sin Antioha IV. Epifana in Laodike IV. in zato naslednik selevkidskega prestola. Polibij in Diodor pravita, da je bila njegova trditev lažna in da sta bila on in Laodika rojena v Smirni kot preprosta državljana. Sodobni zgodovinarji menijo, da bi njuna trditev lahko bila resnična ali pa plod propagande Aleksandrovih nasprotnikov.
Aleksandra in njegovo sestro je v Kilikiji vzdrževal Herakleid, nekdanji minister Antioha IV. Epifana in brat Timarha, uzurpatorja v Mediji, ki ga je usmrtil vladajoči kralj Demetrij I. Soter. Leta 153 pr. n. št. je Herakleid odpeljal Aleksandra in njegovo sestro v Rim, kjer ga je predstavil Rimskemu senatu, ki ga je priznal za zakonitega selevkidskega kralja in se strinjal, da ga bo podprl v vojni za prestol. Polibij omenja, da sta bila v tistem času s Senatom sestala tudi Atal II. Pergamski  in Demetrij I. Soter, vendar ne pove, ali je bil njun sestanek povezan s priznanjem Aleksandra Balasa.

### Vojna z Demetrijem I. (152-150 pr. n. št.)
Po najemu plačancev sta Aleksander in Herakleid odšla v Efez in od tam po morju v Fenicijo, kjer sta zasedla ptolemajsko Akko. Numizmatični dokazi kažejo, da je Aleksander do leta 151 pr. n. št. prevzel nadzor tudi nad Selevkijo Pierijo, Biblosom, Bejrutom in Tirom.
Aleksander je na svojih kovancih močno poudarjal svojo (nepotrjeno) povezavo z Antiohom IV. in na njih prikazoval Zevsa Nikiforja. Razen tega je privzel naslov Teopator (božji sin), ki spominja na Antiohovo apiteto Teos Epifan (božji manifest). Na kovancih je upodobljen tudi zelo podoben Aleksandru Velikemu  z izrazito njegovimi potezami obraza in dolgimi valovitimi lasmi. S tem je poskušal svojim vojakom pokazati svoje vojaške sposobnosti.
Aleksander in Demetrij I. sta med seboj tekmovala za zmago nad Jonatanom Apfusom, vodjem  prevladujoče stranke v Judeji. Jonatana je na Aleksandrovo stran privabila podelitev visokega položaja na selevkidskem dvoru in položaja velikega svečenika v Jeruzalemu. Aleksander, okrepljen s prekaljenimi Jonatanovimi vojaki, se je julija 150 pr. n. št. spopadel z Demetrijem I. v bitki, v kateri je bil Demetrij ubit. Do jeseni 150 pr. n. št. je bil Akeksander priznan za kralja v celem Selevkidskem cesarstvu.

### Vladanje
Po Aleksandrovi osvojitvi Antiohije je njegov komornik Amonij umoril vse dvorjane Demetrija I. in njegovo ženo Laodiko in sina Antigona. Aleksander je sklenil zavezništvo z egipčanski faraonom Ptolemajem VI. Filometorjem in ga potrdil s poroko z njegovo hčerko Kleopatro Teo. Poroka je potekala na Ptolemajevem dvoru v prisotnosti Jonatana Apfusa. Aleksander je izkoristil priložnost, da se je Jonatanu oddolžil z imenovanjem za njegovega glavnega zastopnika v Judeji. Poroka je bila oglaševana v posebni izdaji kovancev, na katerih je bil drug ob drugem upodobljen kraljevski par.  Kleopatra je bila na selevkidskih kovancih upodobljena že drugič, tokrat z vsemi božanskimi atributi – rogom izobilja in kalatom. 
Nekateri poznavalci so v Aleksandru videli samo ptolemajsko lutko in trdili, da so priložnostni kovanci poudarjali Kleopatrino prevlado nad njim in da je bil kancler Amonij ptolemajski agent. Drugi poznavalci trdijo, da je bila zveza pomembna, argumenti za Aleksandrovo podrejenost pa so precenjeni.
Aleksander se je potem, ko je postal vladar cesarstva, predal razvratnemu življenju. Oblast v Antiohiji  je predal poveljnikoma Hieraksu in Diodotu. Takšna predstavitev je delno  produkt propagande njegovih nasprotnikov, vendar je res,  da v treh letih vladanja ni dosegel ničesar. Parti so v tem času izkoristili neurejene razmere v cesarstvu in vdrli v Medijo in do leta 148 pr. n. št. prevzeli vso oblast.

### Vojna z Demetrijem II. in smrt
Na začetku leta 147 pr. n. št. se je Demetrij II. Nikator, sin cesarja Demetrija I. Soterja, vrnil v Sirijo z vojsko kretskih najemnikov pod poveljstvom nekega Lastena. Vojska je zelo hitro osvojila večino Kelesirije, morda zaradi vdaje regionalnega vladarja. Jonatan je napadel Demetrijevo  vojsko z juga in osvojil Jafo in Ašdod, Aleksander pa se je medtem ukvarjal z zatiranjem upora v Kilikiji. Leta 145 pr. n. št. je faraon Ptolemaj VI. Filometor napadel Sirijo, dozdevno v podporo Aleksandru Balasu. Ptolemajeva intervencija je imela v praksi visoko ceno: faraon je z Aleksandrovim privoljenjem prevzel oblast v vseh selevkidskih mestih ob sredozemski obali, vključno s Selevkijo Pierio. V sirskih mestih je verjetno začel kovati svoj denar.
Ptolemaj je med bivanjem v Akki zamenjal stran. Jožef Flavij pravi, da je izvedel, da je Aleksandrov komornik Amonij načrtoval atentat nanj,  ko je zahteval, da se Amonij kaznuje, pa je Aleksander njegovo zahtevo zavrnil. Ptolemaj je Kleopatro Teo poročil z Demetrijem II. in nadaljeval pohod proti severu. Aleksandrova poveljnika Diodot in Hieraks sta mu brez boja predala Antiohijo.
Aleksander se je z vojsko vrnil iz Kilikije in bil v bitki s Ptolemajem VI. in Demetrijem II. ob reki Ounoparas poražen. Svojega mladoletnega sina Antioha je pred tem poslal k arabskemu dinastu Zabdielu Dioklesu. Po porazu je tudi sam pobegnil v Arabijo, da bi se združil z Zabdielom, vendar je bil na begu ubit. Aleksandrova morilca bi lahko bila njegova generala, ki sta zamenjala stran, ali Zabdiel. Aleksandrovo glavo so prinesli Ptolemaju, ki je zaradi ran, dobljenih v zadnji bitki, tudi sam kmalu zatem umrl.
Zabdiel je skrbel za Aleksandrovega mladoletnega sina do leta 145 pr. n. št., ko ga je general Diodot razglasil za kralja, da bi služil kot figura v uporu proti Demetriju II. Leta 130 pr. n. št. se je kot zahtevnik za selevkidski prestol pojavil še Aleksander II. Zabin in trdil, da je sin Aleksandra Balasa. Trditev je bila skoraj zagotovo lažna.